# David Wharton
David Lee Wharton, detto Dave (Abington, 19 maggio 1969), è un ex nuotatore statunitense.
Specializzato nei misti ha vinto la medaglia d'argento nei 400 m misti alle Olimpiadi di Seoul 1988.

## Palmarès
- Giochi olimpici

Seoul 1988: argento nei 400 m misti.
- Giochi PanPacifici

1987 - Brisbane: oro nei 200 m e 400 m misti.
1989 - Tokyo: oro nei 200 m e 400 m misti, argento nei 200 m farfalla.
1991 - Edmonton: argento nei 200 m farfalla e 400 m misti, bronzo nei 200 m misti.

## Riconoscimenti
- American Swimmer of the Year: 1987